# 鲁道夫·辛德勒

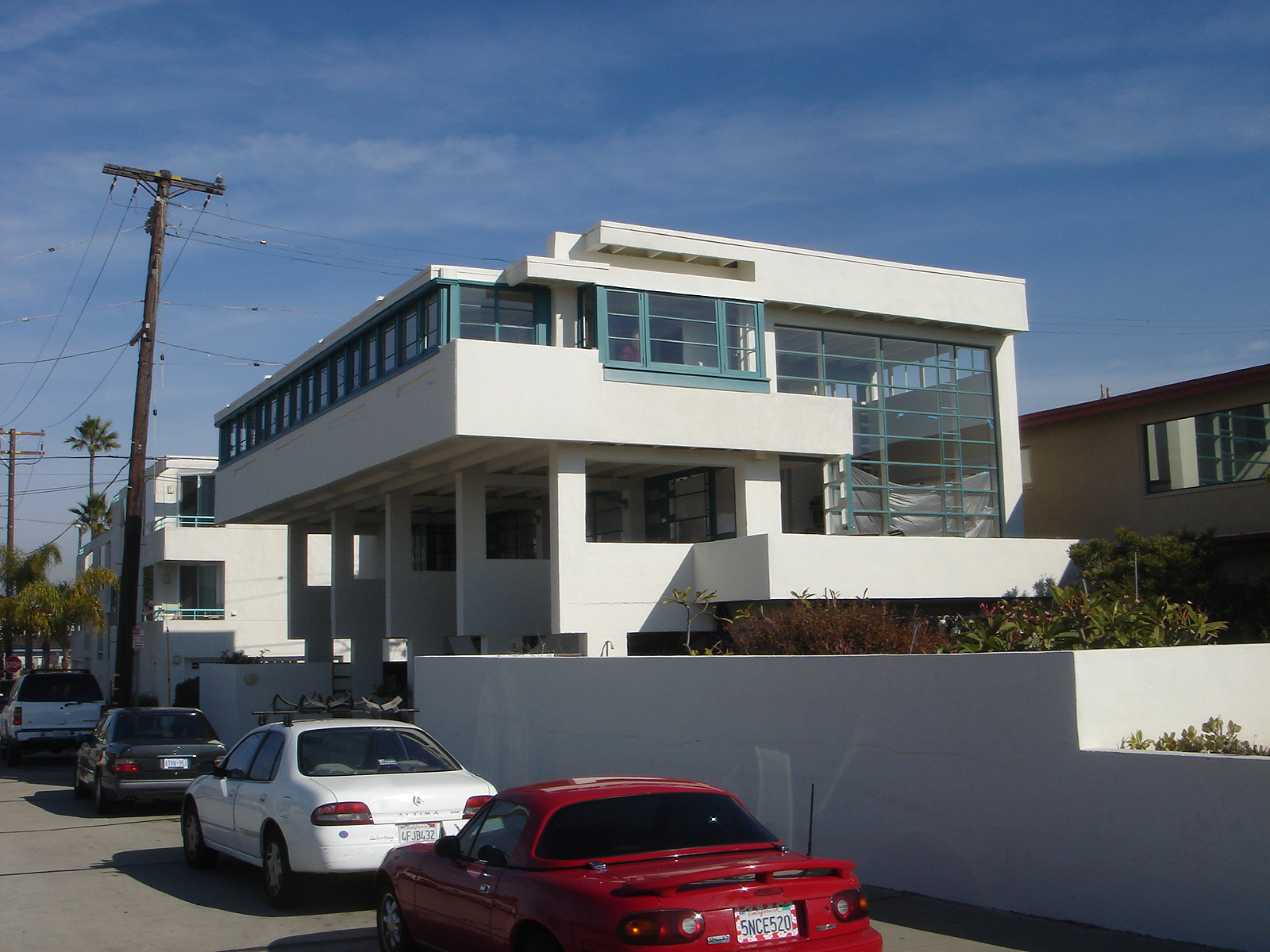
洛弗尔海边住宅（Lovell Beach House），1922年，魯道夫·邁克爾·辛德勒設計

魯道夫·邁克爾·辛德勒（Rudolph Michael Schindler，出生時名為Rudolf Michael Schlesinger；1887年9月10日—1953年8月22日）是一名奧地利裔美國建築師，他的大多數重要作品都是20世紀前期和中期在洛杉磯建造的。

## 生平
他出生於維也納的一個猶太中產階級家庭，他曾在維也納科技大學和維也納美術學院讀書。他家的姓本來拼作“Schlesinger”，1901年改為“Schindler”，原因不明。他在大學期間就是學建築的，1914年移民到美國芝加哥發展事業。在美國期間，他曾從許多建築師那裡汲取靈感，其中弗兰克·劳埃德·赖特對他的影響最大。1920年，賴特在建造蜀葵之家時找他幫忙，因此前往洛杉磯發展。

## 外部連接
- Rudolf Michael Schindler （页面存档备份，存于），aeiou Encyclopedia
- MAK-Center for Art and Architecture in the "Schindler-House", L.A. （页面存档备份，存于）